# M3 Лий
M3 Лий (на английски: M3 Lee) е американски среден танк, произвеждан през 1941 – 1942 година и използван по време на Втората световна война.
M3 Лий е относително добре въоръжен за времето си, но проблеми в конструкцията му, като високия силует и затрудненото придвижване в пресечен терен, се отразяват зле на функционалността му и през 1942 година, когато започва масовото производство на танка М4 Шърман, той е изтеглен от активна употреба. Общият брой на произведените танкове M3 е 6258.